# БМ-21У «Град-М»
БМ-21У 9К51 «Град-М» — український варіант модернізації радянської установки залпового вогню БМ-21 «Град». Спроєктовані дві системи далекобійного вогню «Град» і «Град-М». В основу установки «Град» покладено інерційний імпульс, який розганяє модуль до високої швидкості і він по прямолінійній траєкторії летить у ціль.
Завдяки можливостям КрАЗА вдвічі більшим став боєкомплект. Снаряди летять на два десятки кілометрів і вражають площинні цілі — пункти управління противника, аеродроми, стартові позиції ракет. РСЗВ БМ-21У «Град-М» встановлюється на носій шасі КрАЗ-6322, є ще варіант на шасі КрАЗ-6322-120-82.
Створено три модифікації на шасі КрАЗ, що відрізняються виконанням кабіни — подвійна, полуторна та одинарна.
Артилерійська частина пускової установки служить для наведення снарядів на ціль і запуску їхнього реактивного двигуна і складається з 40 напрямних трубчастого типу, що утворюють так званий пакет: чотири ряди по 10 труб у кожному. Напрямні мають довжину 3 м, внутрішній діаметр гладкого каналу ствола становить 122,4 мм. Для додання снаряду обертального руху під час його руху по каналу ствола в напрямної зроблений гвинтовий П-подібний паз, по якому ковзає провідний штифт снаряда. Наведення пакета труб у вертикальній і горизонтальній площинах проводиться за допомогою електроприводу і вручну.
Підйомний механізм розташований в центрі підстави, його корінна шестерня входить в зачеплення із зубчастим сектором люльки. При наведенні електроприводом або вручну корінна шестерня обертає зубчастий сектор, і хитається частини бойової машини надаються кути піднесення. Поворотний механізм розташований в лівій стороні підстави. Його корінна шестерня входить в зачеплення з нерухомим внутрішнім кільцем погона.
При наведенні бойової машини електроприводом або вручну корінна шестерня обкатується по нерухомому внутрішньому кільцю і тим самим приводить в обертання поворотну частину бойової машини. Механізми наведення дозволяють наводити пакет напрямних у вертикальній площині в діапазоні кутів від 0° до +55°. Кут горизонтального обстрілу дорівнює 172° (102° вліво від автомобіля і 70° вправо). Основний спосіб наведення від електроприводу.